# Кызыл-Елга
Кызыл-Елга (баш. Ҡыҙылйылға) — деревня в Буздякском районе Республики Башкортостан Российской Федерации. Входит в состав Арслановского сельсовета. 

## География

### Географическое положение
Расстояние до:
- районного центра (Буздяк): 33 км,
- ближайшей ж/д станции (Буздяк): 33 км.

## Население
| 2002 | 2009 | 2010 |
| ---- | ---- | ---- |
| 35   | ↘30  | ↘27  |

Согласно переписи 2002 года, преобладающая национальность — башкиры (89 %).